# Vrachonisída Koúdros
Vrachonisída Koúdros är en ö i Grekland.   Den ligger i prefekturen Nomós Dodekanísou och regionen Sydegeiska öarna, i den östra delen av landet, 260 km öster om huvudstaden Aten.